# Tupua
Tupua is een geslacht van spinnen uit de  familie van de Synotaxidae.

## Soorten
- Tupua bisetosa Platnick, 1990
- Tupua cavernicola Platnick, 1990
- Tupua raveni Platnick, 1990
- Tupua troglodytes Platnick, 1990